# Чешский Сейм
Чешское земельное собрание, официально Сейм Чешского королевства (нем. Landtag des Königreiches Böhmen, сокр. нем. Böhmischer Landtag, чеш. Český zemský sněm, официально чеш. Sněm Království českého) — представительно-сословный орган власти (до 1861 года), позднее законодательный орган Королевства Богемия. 
До преобразования в законодательный орган, заседал в Старой палате Пражского града, после в Тгуновском дворце.

## История

### Сословное земельное собрание
В 1471 году чешские сословия избрали своим королем Владислава II Ягеллона. В 1500 году Земельное собрание утвердило «Владиславский земельный порядок» (чеш. Vladislavské zřízení zemské, официально «Земельный порядок королевства Чехия» чеш. Zemská zřízení království českého), названое так в честь короля Владислава. Это обеспечило чешскому дворянству и земанам широкое участие в совместном принятии политических решений, и в то же время это считается старейшей письменной чешской конституцией. Председателя (главу) сейма называли Верховным бургграфом (нем. Oberstburggraf). Он вел дела со своими восемью помощниками, которых выбирал Сейм по два от каждого сословия.

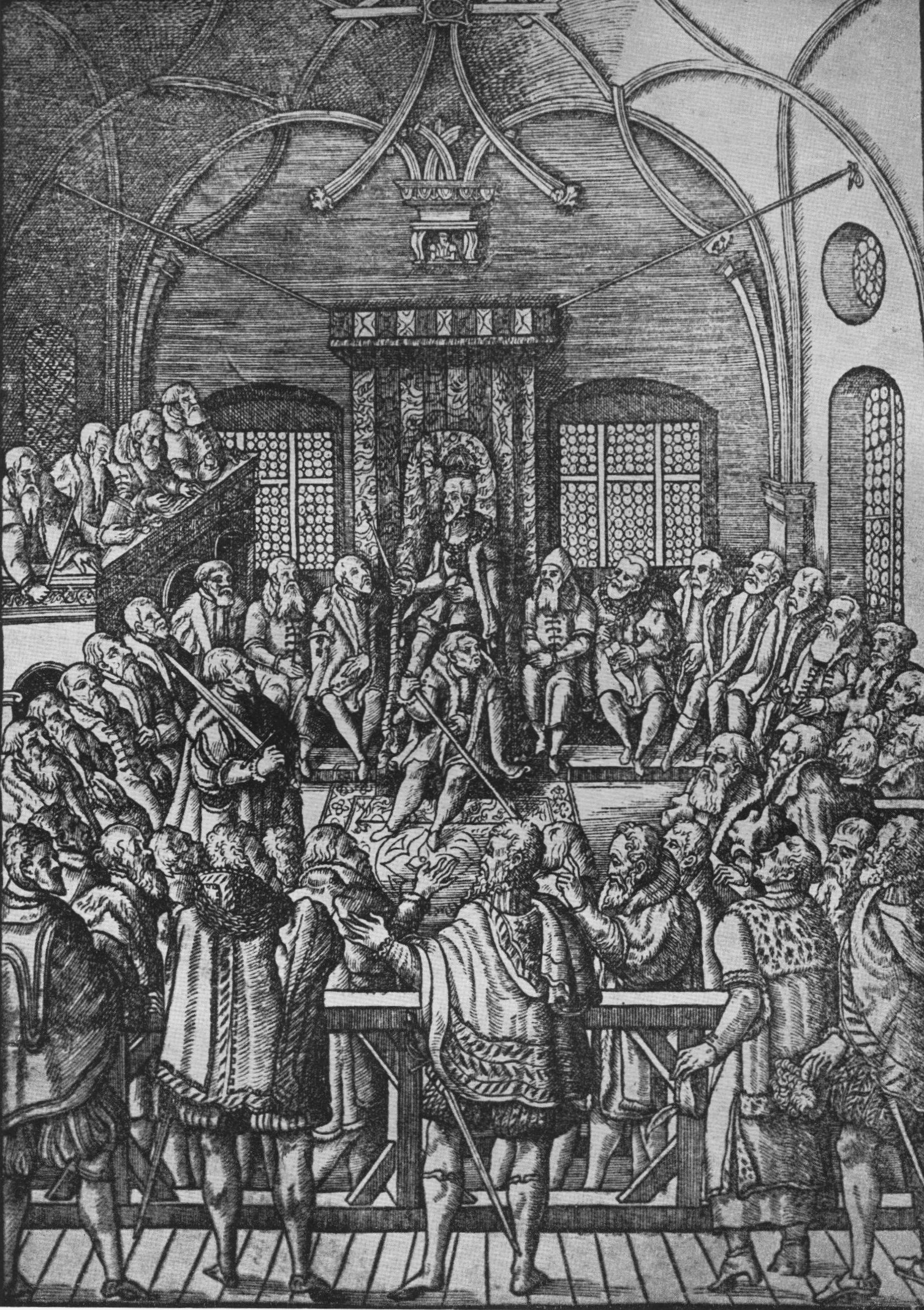
Заседание земельного собрания 1564 года в присутствии короля Максимилиана II

После поражения армии чешского сословия в битве при Белой горе, император Фердинанд II объявил о введении «Обновлённого земельного порядка» (чеш. Obnovené zřízení zemské, нем. Verneuerte Landesordnung des Erbkönigreichs Böhaimb) в Богемии в 1627 году, и в Моравии в 1628 году. Новый порядок отменил власть чешского дворянства и укрепил власть центрального правительства. Несмотря на это, Земельное собрание и его комитеты, подобно Земельному комитету в Австрии, оставались эффективным средством совместного принятия политических решений. На своих сессиях, обычно проходящих раз в год, сословия могли противостоять помещикам посредством собираемой сумме налогов. Все прямые и косвенные налоги, за исключением таможенных пошлин, оставались в компетенции сословий. Таким образом, Земельное собрание было скорее пережитком сословного государства, чем инструментом абсолютистской власти. 
В 1730-х годах собрание снова стало местом для организации оппозиции и местом политических трений. Лишь во время правления императрицы Марии Терезии значительная власть сословий была урезана. За исключением периода с 1784 по 1788 год, при правлении Иосифа II, земельное собрание собиралось ежегодно вплоть до 1848 года. В конце своего существования в 1848 году земельное собрание насчитывало 214 членов.

### Попытка создания избираемого собрания
Во время революционного 1848 года в Чехии одним из главных требований было создание земельного сейма, которая бы представительно состояла из избранных депутатов. В марте 1848 года «национальный комитет Св. Вацлава» обсуждал различные проекты и предложения по разграничению полномочий сейма и способ его избрания. В конце марта Франтишек Август Браунер категорически отверг продолжение существования действующего Земельного сословного собрания, даже с возможностью дополнения его городскими представителями. Чешским требованием было парламентское собрание с широким представительством (рассматривалось также совместное собрание для чешских земель, включая Моравию и Силезию). 30 марта 1848 года запланированное заседание «старого» земельного собрания не состоялось. Вместо этого заседания были отложены на неопределенный срок. Уже на этом раннем этапе дебатов вокруг создания Сейма наметился национальный конфликт. Национальный комитет всё больше воспринимался как представитель чешскоязычного населения, а представители 28 немецких городов чешских земель подали императору Фердинанду I письменный протест, в котором отвергла учреждение Чешского земельного собрания.
Императорский правительственный документ от 8 апреля 1848 года, пообещал Богемии установления высшей власти с высокой степенью местного самоуправления, хотя и избегал вопросов конституционного статуса чешских земель как такового. Примерно 20 апреля Национальный комитет принял более детальное предложение по избирательной системе Чешской сейма. Помимо 210 не избираемых дворянских представителей, в качестве продолжения Сословного собрания, в нем должны были заседать 327 выборных депутатов. Королевский город Прага должен был избирать 12 депутатов, города с населением более 8000 жителей по 2 депутата, а города с населением более 4000 человек по 1 депутату. Сельское население должно было избрать по два депутата от каждого избирательного округа (наместничество в терминологии того времени). Планировалось также сохранить представительство неизбранных членов первоначального земельного собрания, а в качестве вирилистов здесь должны были заседать ректор и четыре декана факультетов Пражского университета и один представитель Пражского политехнического института. Каждый налогоплательщик должен иметь право голоса. Сейм должен был быть уполномочен «обсуждать и принимать решения по всем вопросам провинции».
Леопольд фон Тун унд Гогенштейн, имперский наместник (губернатор) в Богемии, не получал никаких указаний из Вены (которая тем временем была охвачена революционным движением) и поэтому решил назначить выборы в Сейм на 17 мая. Ожидалось, что Сейм соберется 7 июня. Однако выборы не смогли состояться, как планировалось, поскольку ситуация в Вене ещё больше обострилась и привела к бегству императорского двора из столицы. Кроме того, даже поддержка намеченной избирательной системы не была однозначной среди чехов. Общий сдвиг в сторону более радикальных демократических концепций отразился и в требованиях, выдвинутых Карелом Сладковским в конце мая, согласно которым первоначальное предложение Национального комитета было несправедливым. После отсрочки в мае император Фердинанд I решил назначить дату выборов в Сейм на 6 июня. Впоследствии губернатор Леопольд Тун-Гогенштейн назначил дату голосования на 12-14 июня, при этом сессия учредительного собрания уже должна была состояться 24 июня. Однако снова произошла задержка, поскольку тем временем в Праге вспыхнуло Июньское восстание. Однако выборы состоялись в подавляющем большинстве избирательных округов. В сельских викариатах избрано 126 депутатов чешской и 76 депутатов немецкой национальности, в городах избрано 52 чеха и 30 немцев.
Однако сейм так и не собрался. Своим указом от 26 июня правительство отклонило просьбу губернатора Туна от 24 июня о созыве Сейма. Вместо правительство назначило в Богемии прямые выборы в Рейхсрат. Национальный комитет был запрещён, и вместе с распадом первоначального Сословного собрания Богемия полностью лишилась последних остатков старого регионального самоуправления на последующие годы.

### Создание избираемого собрания
С конца 1850-х годов неоабсолютистская форма правления в Австрийской империи находилась в кризисе. Значительным потрясением стала проигранная война в Италии в 1859 году. Монархия впоследствии встала на путь восстановления конституционного порядка. Октябрьский диплом, выданный императором Францем Иосифом I осенью 1860 года, обозначил контуры конституционной и парламентской формы правления. Затем они были конкретизированы февральским патентом начала 1861 года. Она предусматривала создание Императорского совета (Рейхсрата) как высшего законодательного органа, депутаты которого избирались непрямо, а земельными собраниями коронных земель.
В марте 1861 года император объявил земельные выборы во всех коронных землях. Чешское земельное собрание впервые собралось 6 апреля 1861 года. Первым верховным маршалкем (председателем) был назначен дворянин Альберт Ностиц-Ринек, его заместителем был назначен адвокат и пуркмистр Праги Вацлав Ванька.

### Аненские патенты и роспуск собрания
После земельных выборов 1908 года собрание обсуждало реформу избирательного права и примирение между немцами и чехами. Немецкие депутаты бойкотировали заседания собрания в 1909 и 1910 годах, поэтому его осмысленная деятельность была невозможна. В то же время чехи бойкотировали Рейхсрат. В 1911 году новоназначенный наместник Франц Антон фон Тун-Гогенштейн попытался склонить к сотрудничеству обе стороны конфликта. Заседания собрания хоть и состоялись, но результатов они не принесли. Из-за не функционирования Земельного собрания, а также из-за плохого финансового положения, приведшего к катастрофе, министр-президент Цислейтании Карл фон Штюргк приказал распустить Земельное собрание так называемыми «Аненскими патентами», верховного маршалка земли Фердинанда Лобковицкого уволить. Патенты не обозначили дату новых выборов. Императорским патентом от 26 июля 1913 года Земельное собрание было распущено (вопреки конституции) и заменено Земельной административной комиссией (нем. Landesverwaltungskommission). Комиссия была представлена пятью чешскими и тремя немецкими представителями, под председательством графа Войтеха Шёнборна.
С роспуском Чешского земельного собрания заканчивается его история. После образования Чехословакии на базе Чехословацкого национального комитета было образовано Революционное национальное собрание, в качестве национального законодательного органа, тогда как региональный законодательный орган для Богемии не был создан. Однако с конца 20-х годов XX века в связи с восстановлением региональной системы был создан Чешский региональный совет Богемии, но с меньшими полномочиями по самоуправлению.

## Порядок формирования
Февральский патент определил избирательную систему Чешского земельного собрания. Всего собрание было представлено 241 депутатом:
- В собрании заседали пять так называемых вирилистов, то есть не избираемых членов, получивших свой мандат в силу своего положения. Это были архиепископ Пражский, епископы Литомержице, Градец-Кралове и Ческе-Будеёвице, а также ректор Пражского университета (с 1882 года ректоры обоих пражских университетов — чешского и немецкого, что увеличило число вирилистов до шести и общее число депутатов до 242).

Остальные 236 избранных депутатов избирались по куриальной системе (отдельно), с иным определением имущественных ограничений избирательного права (избирательный ценз). Для избрания необходимо было набрать абсолютное большинство голосов, в случае равенства голосов решение принималось по жребию. Если ни один кандидат (или, в многомандатных округах, не полное число кандидатов) не набрал это большинство, проводилась вторая проверка, а если большинство не было получено даже в этом, следовали третьи (более короткие выборы), чтобы который всегда прогрессировал в два раза больше числа избранных депутатов (в наиболее обычных, одномандатных округах, т.е. двух сильнейших кандидатов предыдущего тура). Собрание избиралось четырьмя группами, которые затем образовали в собрании три курии:
- Помещичья курия состояла из 70 депутатов (представляла крупных землевладельцев): 16 представителей держателей фидеикомиссных активов и 54 представителя держателей нефидекомиссионных активов.
- Курия городов и торгово-предпринимательских палат состояла из 87 депутатов, избираемых в двух группах[6]:
  - Группа городов и промышленных объектов состояла из 72 депутатов от муниципальных округов, состоящих из крупных городов (в случае Праги было несколько округов, в каждом по два депутата, Райхенберг избирал трех депутатов, остальные округа были одномандатными).
  - Группа торгово-предпринимательских палат состояла из 15 депутатов, выбранных из числа этих профессиональных объединений (Торгово-предпринимательские палаты Праги и Либереца избрали по четыре депутата каждая, Эгераа - трех депутатов, а Будвайза и Пильзена - по два).
- Курия волостей (деревень) состояла из 79 депутатов, избираемых по одномандатным округам волостей и мелких городов.

Избирательная система существенно не изменилась с 1861 года. Разграничение округов также осталось почти неизменным, что не отражало резких демографических изменений, произошедших в XIX веке (например, не увеличилось парламентское представительство Пражской агломерации с населением в полмиллиона человек). Незначительные корректировки избирательных округов произошли только в случае нескольких этнически смешанных избирательных округов.

### Список верховных маршалков
| № | Верховный маршалек           | Срок пребывания в должности | Срок пребывания в должности |
| № | Верховный маршалек           | вступление в должность      | прекращение полномочий      |
| - | ---------------------------- | --------------------------- | --------------------------- |
| 1 | Альберт фон Ностиц-Ринек     | 31 марта 1861               | 31 июля 1863                |
| 2 | Карл фон Роткирх-Пантен      | 9 ноября 1863               | 30 сентября 1866            |
| 3 | Альберт фон Ностиц-Ринек     | 4 октября 1866              | 27 февраля 1867             |
| 4 | Эдмунд фон Гартиг            | 4 апреля 1867               | 3 августа 1867              |
| 5 | Адольф фон Ауэршперг         | 4 августа 1867              | 31 марта 1870               |
| 6 | Альберт фон Ностиц-Ринек     | 26 августа 1870             | 23 декабря 1870             |
| 7 | Йиржи Кристиан фон Лобковиц  | 11 сентября 1871            | 23 апреля 1872              |
| 8 | Карл Вильгельм фон Ауэршперг | 23 апреля 1872              | 31 марта 1883               |
| 9 | Йиржи Кристиан фон Лобковиц  | 4 июля 1887                 | 10 декабря 1907             |
| 9 | Фердинанд Йиржи фон Лобковиц | 28 августа 1908             | 25 июля 1913                |

## Полномочия
У собрания были полномочия, которыми Рейхсрат в Вене не обладал согласно конституционным законам. В основном это касалось вопросов сельского хозяйства, общественных зданий и строительств, муниципальных вопросов, самоуправления, церковных и школьных вопросов. Собрание утверждало региональный бюджет, который был наполнен региональной надбавкой по прямым налогам, которая могла достигать 10%. Каждый издаваемый собранием закон подлежал утверждению императором. Заседания собрания были публичными. Кворум считался при наличии не менее половины депутатов. Обычные законы принимались простым большинством; более серьезные законодательные нормы, такие как изменения в избирательной системе, избирательных округах и парламентских процедурах, требовали присутствия трех четвертей депутатов и большинства в две трети для предложения. Депутаты были защищены иммунитетом. Языками заседания были чешский и немецкий на равных правах, заседания часто проводились на двух языках, когда предложение закона представлялось на одном региональном языке, за ним следовало краткое содержание на другом языке. Мандат депутата мог истечь из-за длительного отсутствия без уважительной причины (эта мера массово использовалась в 1860-х и 1870-х годах во время чешского пассивного сопротивления, когда десятки чешских депутатов были лишены своих мандатов и в их округах были назначены дополнительные выборы).
Главой (председателем) собрания был Верховный маршалек Королевства Богемия. Срок его полномочий, а также срока полномочий его заместителя и собрания в целом был установлен на шесть лет. Маршалек председательствовал в земельном комитете, который был исполнительным органом собрания. В комитете было восемь членов (в терминологии того времени помощников). Каждая из трех парламентских курий избирала в неё по два члена, две другие избирались всем собранием. Комитет работал даже тогда, когда Сейм не заседал, управлял управлением земельной собственностью и готовил документы для работы Сейма. Оно было разделено на несколько объединений. Оно подчинялось, среди прочего, важному земельному сельскохозяйственному совету.